# Visual planning
Chronologie des versions
V8
Visual Planning est un logiciel collaboratif de planification et de gestion des ressources destiné aux entreprises. Il permet aux utilisateurs de planifier et gérer l’affectation des ressources propres à chaque activité, ainsi que le partage des plannings avec les collaborateurs, clients et partenaires.
Il est disponible en cinq langues : français, anglais, allemand, espagnol et italien.
Le déploiement de Visual Planning s'effectue en deux modes : 
- On Premise, logiciel à installer

- SAAS, logiciel en tant que service

## Historique
La première version commerciale de Visual Planning nommée (VP1.0) parut en 1995. Elle a  été réalisée avec un logiciel MS-DOS avec une architecture crée sous Windows 95. En 1999, la mise à jour avec la version (VP 3.0) proposait, pour la première fois, aux entreprises une utilisation en monoposte. Ensuite en 2001, la création d'une version 100% Java qui fonctionnait en collaboratif grâce à un serveur web (c'est-à-dire qu'une architecture trois tiers a été incorporé permettant la communication entre la base de données, l'application et le client).
En 2011, Visual Planning a subi une transformation complète. Avec la version 5.0, le planificateur a la possibilité d'import-export des ressources et évènements.
Une autre nouveauté de la version 5.0 a été la création de la version mobile.
En 2018, la version 6.0 a rendu le logiciel flexible et compatible avec d’autres logiciels et bases de données : Java 7, JavaFX,Tomcat 8.x, MariaDB.
Le 23 septembre 2021 :  sortie de la version 8.0 de Visual Planning. Une version aboutie avec encore plus d’options de personnalisation et toujours plus de facilité à l’utilisation (Nouveau design, fonctionnalités de gestion de projet, planification internationale, Api designer, synchronisation vers les agendas personnels Microsoft 365, etc.).[style à revoir]

## Chronologie des versions
- 1996 - V 1.0
- 1999 - V 3.0
- 2001 - V 4.0
- 2002 - V 4.1
- 2004 - V 4.2
- 2006 - V 4.3
- 2008 - V 4.4
- 2011 - V 5.0
- 2012 - V 5.1
- 2013 - V 5.2
- 2015 - V 5.3
- 2017 - V 6.0
- 2020 - V 7.0
- 2021 - V 8.0

## Fonctionnalités
Liste des fonctionnalités de Visual Planning:
- Planification et gestion des ressources propres à chaque activité;
- Planification multidimensionnelle et simplifiée;
- Suivi de l'ensemble des activités;
- Visualisation de l'avancement des projets sur un diagramme de Gantt;
- Flexibilité via le glisser-déposer;
- Partage des informations entre les utilisateurs en temps réel;
- Création des rapports et des tableaux statistiques;
- Accès en mobilité aux plannings[3]
- Import-Export des ressources;
- Géolocalisation
- Applications iPhone et Android.

## Concurrents
- Microsoft Project
- Sciforma
- Monday
- VisualProjet
- Wrike
- Asana
- Staff Planning
- z0gravity